# Journée internationale du castor

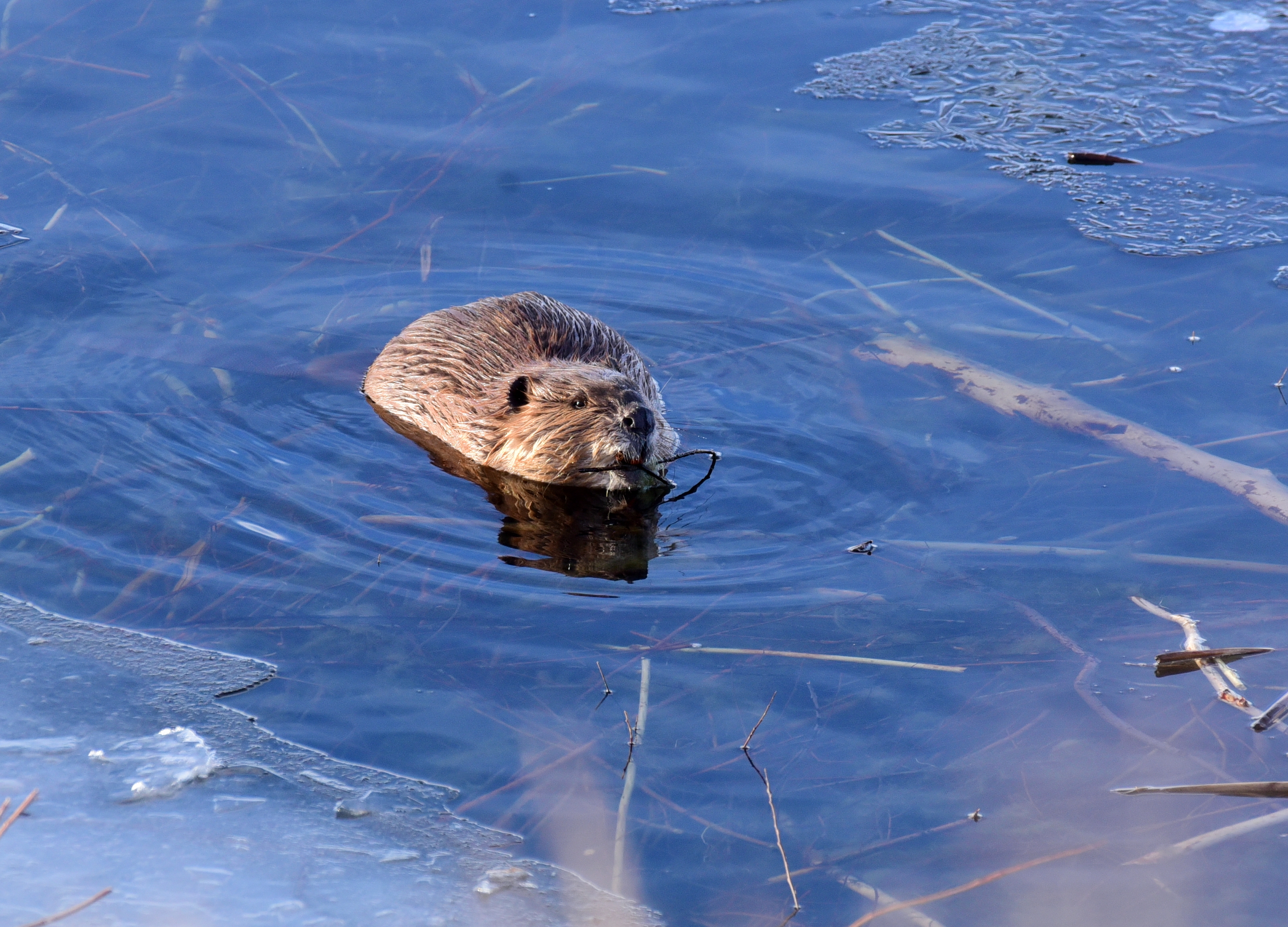
Un castor dans un parc national aux États-Unis.

La journée internationale du castor a été créée en 2009 par le BWW (Beavers : Wetlands & Wildlife), une association américaine à but non lucratif, dont l'objectif est de promouvoir la connaissance du castor et d'encourager sa préservation. L'ONU ne mentionne pas cet événement sur son calendrier des journées internationales, mais la date communément admise est le 7 avril.

## Présentation
La Journée internationale du castor a lieu chaque année le 7 avril. Cette journée a été créée pour sensibiliser le grand public à la préservation des castors et à l'importance de ces animaux dans l'écosystème. Le castor est un animal emblématique pour de nombreux pays ou régions et il joue un rôle crucial dans la préservation de la biodiversité en créant des habitats pour de nombreuses autres espèces d'animaux. Il est également important pour l'homme, car il contribue à la régulation des cours d'eau et à la prévention des inondations. La Journée internationale du castor vise à promouvoir la connaissance et la compréhension de cet animal et de son rôle dans l'écosystème,,,,,,,,,,,,.